# 霍恩徹奇
霍恩徹奇（英語：Hornchurch）是倫敦的一個地區，位於倫敦東部，屬於黑弗靈倫敦自治市。霍恩徹奇位於查令十字東北15.2英里（24.5），是倫敦計劃中策定的一個區域中心之一。